# Don Monson
Donald Lloyd Monson (Menahga, Minnesota, 1933. április 11. –) amerikai kosárlabdázó és kosárlabdaedző, Dan Monson edző édesapja. 1982-ben az év edzőjének választották.

## Fiatalkora
Másodikos korában családja az észak-idahói Coeur d’Alene-be költözött. Másodikos középiskolai diákként a kosárlabdacsapattal állami bajnokok lettek. 1951-ben érettségizett, majd 1955-ben az Idahói Egyetemen szerzett diplomát. Edzője Charles Finley volt.

## Pályafutása

### Középiskolai edzőként
Miután leszerelt a haditengerészettől, a washingtoni Cheney középiskolájának edzője volt. Mesterdiplomáját a Kelet-washingtoni Állami Főiskolán szerezte, majd 1967-ben Pasco középiskolájának edzője lett.

### Edzőhelyettesként
1976-tól a Michigan State Spartansnél barátja Jud Heathcote helyettese volt, akivel 1950-ben, negyedikes középiskolásként találkozott.
Legjelentősebb eredménye Earvin „Magic” Johnson leigazolása volt.

### Egyetemi edzőként

#### Idaho Vandals
1978 augusztusában alma matere, az Idahói Egyetem vezetőedzője lett, miután elődje, Jim Jarvis ellen az NCAA vizsgálatot indított.
Monson első szezonjában a csapat elődjéhez hasonlóan a Big Sky Conference utolsó helyén végzett, de 1980-ban másodikak lettek.

##### Emlékezete
Monson az 1980-as években Moscow kultikus alakja volt, mivel egy korábban sikertelen sportegyesület amerikaifutball- és kosárlabdacsapatát is bajnoki címig juttatta. Gesztikulációja miatt rajongói klubot alapítottak, arckifejezései pólókon is megjelentek. Öt évvel Eugene-be távozását követően egykori egyesülete vacsorát rendezett a tiszteletére.
A Vandalsnál töltött öt szezonja alatt száz győzelmet ért el.

#### Oregon Ducks
Az 1983-as szezont követően az Oregon Ducks vezetőedzője lett. Legsikeresebb szezonja 16–13-as eredménnyel az első volt. Háromszor jutottak ki a NIT-re; egy játékot, az 1988-ast nyerték meg. Utolsó szezonja az 1992-es volt, amikor a csapat 2–16-os eredményt ért el. Utódja Jerry Green.
2004-ben a Gonzaga Egyetem a kosárlabdáért tett hozzájárulásáért a Battle in Seattle díjjal tüntette ki.

### Adelaide 36ers
1993-ban az ausztrál NBL-ben játszó Adelaide 36ershez szerződött, de 14–14-es eredménye miatt egy szezont követően kirúgták.

## Eredményei vezetőedzőként
| Szezon                                                       | Eredmény                           | Eredmény                           | Helyezés                           | Továbbjutás                        |
| Szezon                                                       | Összesen                           | Konferencia                        | Helyezés                           | Továbbjutás                        |
| Idaho Vandals (Big Sky Conference)                           | Idaho Vandals (Big Sky Conference) | Idaho Vandals (Big Sky Conference) | Idaho Vandals (Big Sky Conference) | Idaho Vandals (Big Sky Conference) |
| ------------------------------------------------------------ | ---------------------------------- | ---------------------------------- | ---------------------------------- | ---------------------------------- |
| 1978–79                                                      | 11–15                              | 4–10                               | 8.                                 | –                                  |
| 1979–80                                                      | 17–10                              | 9–5                                | 2.                                 | –                                  |
| 1980–81                                                      | 25–4                               | 12–2                               | 1.                                 | NCAA 1. kör                        |
| 1981–82                                                      | 27–3                               | 13–1                               | 1.                                 | NCAA Sweet Sixteen                 |
| 1982–83                                                      | 20–9                               | 9–5                                | T–3.                               | NIT 1. kör                         |
| Eredmény:                                                    | 100–41 (.709)                      | 47–23 (.671)                       | –                                  | –                                  |
| Oregon Ducks (Pacific-10 Conference)                         |                                    |                                    |                                    |                                    |
| 1983–84                                                      | 16–13                              | 11–7                               | 3.                                 | NIT 1. kör                         |
| 1984–85                                                      | 15–16                              | 8–10                               | 6.                                 | –                                  |
| 1985–86                                                      | 11–17                              | 6–12                               | 9.                                 | –                                  |
| 1986–87                                                      | 16–14                              | 8–10                               | 7.                                 | –                                  |
| 1987–88                                                      | 16–14                              | 10–8                               | 5.                                 | NIT 2. kör                         |
| 1988–89                                                      | 8–21                               | 3–15                               | 9.                                 | –                                  |
| 1989–90                                                      | 15–14                              | 10–8                               | 5.                                 | NIT 1. kör                         |
| 1990–91                                                      | 13–15                              | 8–10                               | T–5.                               | –                                  |
| 1991–92                                                      | 6–21                               | 2–16                               | 10.                                | –                                  |
| Eredmény:                                                    | 116–145 (.444)                     | 66–96 (.407)                       | –                                  | –                                  |
| Összesen:                                                    | 216–186 (.537)                     | –                                  | –                                  | –                                  |
| Jelmagyarázat: Konferenciaszezon- és konferenciatorna-bajnok |                                    |                                    |                                    |                                    |

## Fordítás
- Ez a szócikk részben vagy egészben  a   Don Monson című angol Wikipédia-szócikk ezen változatának fordításán alapul.  Az eredeti cikk szerkesztőit annak laptörténete sorolja fel. Ez a jelzés csupán a megfogalmazás eredetét és a szerzői jogokat jelzi, nem szolgál a cikkben szereplő információk forrásmegjelöléseként.